# Coal River (Canterbury)
Der Coal River ist ein 20 km langer Fluss in der Region Canterbury auf der Südinsel von Neuseeland.

## Geographie
Das Quellgebiet des Coal River befindet sich rund 4 km nördlich des Mount Musgave in den Two Thumb Range. Von seinem Quellgebiet aus fließt der Fluss zunächst in 6,5 km in südwestliche Richtung und schwenkt dann nach zwei weitläufigen Bögen in nordwestliche Richtung, um dann nach insgesamt 20 km Flussverlauf kurz vor seiner Mündung in den Lake Tekapo nach Westen abzugehen.